# CFMOTO
浙江春風動力有限公司（Zhejiang Chunfeng Power Co., Ltd.）は、中国浙江省杭州市に本社を置くエンジン、オートバイ、全地形対応車（ATV）、四輪バイク、四輪駆動車、およびヨットの製造会社である。「CFMOTO」として知られている。
CFMOTOの代表的なモデルである「CF650-2」および「CF1250J」は、複数の省や都市の公安機関により警察車両として使用されている。

## 歴史
CFMOTOは1989年にライ・グオチャンによって設立。2013年には、高級ヨットの製造にも関与し始めた。
2011年、CFMOTOとKTMは商業パートナーシップを締結。2017年には、両社はジョイントベンチャーを開始し、中国において「KTMR2R」の名称でKTMオートバイの生産・販売。また、KTMの小排気量モデルを中国の工場で組み立てるほか、大排気量のKTMエンジンも製造している。
2017年以降、CFMOTOは「春風動力」の名称で上海証券取引所に上場しており、証券コードは603129。
2020年末、CFMOTOは電動バイクの新サブブランド「ZEEHO（ジーホ）」を発表。

## セールス・マーケティング
CFMOTOは、400 - 1000ccのATV、500 - 1000ccのSSV、1000ccのUTV、125 - 800ccのオートバイを設計・製造。同社の年間生産能力はエンジン80万基以上、車両60万台以上で、製品は100か国以上に流通し、2000社以上のパートナーによって販売されている。

## レース活動

### ロードレース世界選手権

#### Moto2 / Moto3
CFMOTOは、KTMベースのオートバイを使用した独自のコンストラクターとしてロードレース世界選手権Moto3クラスに参入。
2022年には、CFMOTOはグランプリオートバイレースのMoto3クラスにデビューし、Prüstel GPチームによってリブランドされた2台のKTM RC250GPが投入された。デビューシーズンには、スペイン人ライダーのシャビエル・アルティガスとカルロス・タタイが起用され、インドネシアグランプリでタタイがポールポジションからスタートして3位に入賞し、CFMOTOチームにとって初の表彰台を獲得。
2024年には、CFMOTOとアスパル・チームがMoto2とMoto3のタイトル争いのために協力し、2023年には、CFMOTOはアメリカグランプリとオーストラリアグランプリで表彰台を獲得し、2024年の目標は、Moto2ではジェイク・ディクソンとイサン・ゲバラ、Moto3ではダビド・アロンソとジョエル・エステバンを起用。カタールグランプリでは、アロンソとCFMOTO Aspar Teamが、中国メーカーとして初めて世界選手権で優勝を記録し、日本グランプリでは、アロンソがMoto3世界チャンピオンを獲得した。

#### レース成績
| 年   | チーム名          | クラス | No. | ライダー                 | ラウンド | 勝利 | 表彰台 | PP | 最速ラップ | ポイント | Pos.  |
| ---- | ----------------- | ------ | --- | ------------------------ | -------- | ---- | ------ | -- | ---------- | -------- | ----- |
| 2022 | CFMOTO Prüstel GP | Moto3  | 43  | シャビエル・アルティガス | 全戦     | 0    | 0      | 0  | 0          | 83       | 16位  |
| 2022 | CFMOTO Prüstel GP | Moto3  | 99  | カルロス・タタイ         | 全戦     | 0    | 1      | 1  | 0          | 87       | 15位  |
| 2023 | CFMOTO Prüstel GP | Moto3  | 43  | シャビエル・アルティガス | 全戦     | 0    | 1      | 0  | 0          | 77       | 15位  |
| 2023 | CFMOTO Prüstel GP | Moto3  | 66  | ジョエル・ケルソ         | 1,4-20   | 0    | 1      | 0  | 0          | 61       | 17位  |
| 2023 | CFMOTO Prüstel GP | Moto3  | 92  | ダビド・アルマンサ       | 2-3      | 0    | 0      | 0  | 0          | 0        | 32位  |
| 2024 | CFMOTO Aspar Team | Moto2  | 96  | ジェイク・ディクソン     | 3-19*    | 2*   | 5*     | 2* | 1*         | 155*     | 8位*  |
| 2024 | CFMOTO Aspar Team | Moto2  | 28  | イサン・ゲバラ           | 1-19*    | 0*   | 1*     | 0* | 0*         | 60*      | 18位* |
| 2024 | CFMOTO Aspar Team | Moto3  | 80  | ダビド・アロンソ         | 1-19*    | 13*  | 14*    | 6* | 3*         | 396*     | 1位*  |
| 2024 | CFMOTO Aspar Team | Moto3  | 78  | ジョエル・エステバン     | 1-19*    | 0*   | 0*     | 0* | 1*         | 45*      | 17位* |

### モーターサイクル
- XO PAPIO TRAIL
- XO PAPIO RACER
- PAPIO NOVA
- PAPIO NOVA+
- ST PAPIO
- PAPIO CL
- PAPIO SS
- 150NK
- 250NK

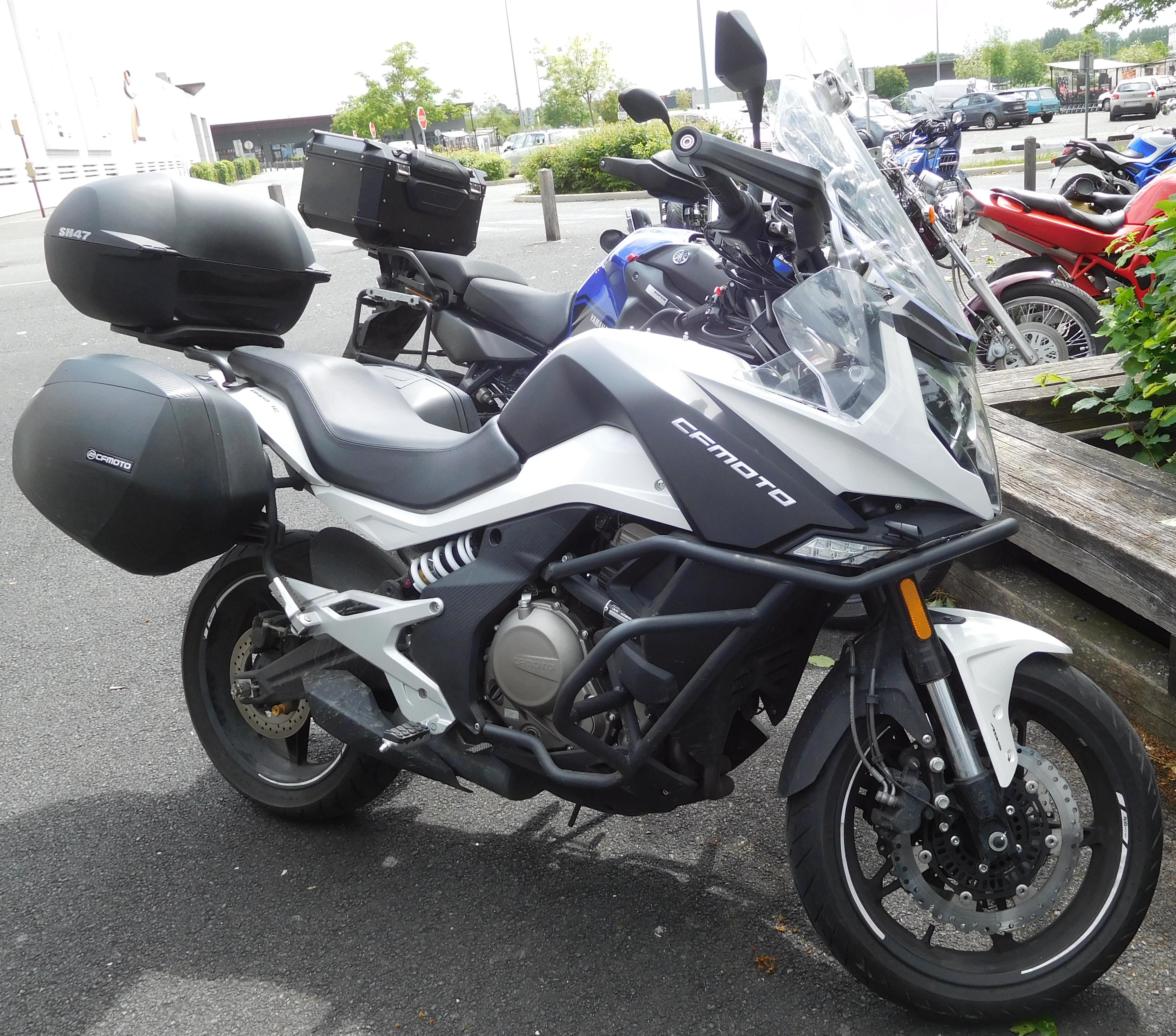
650MT

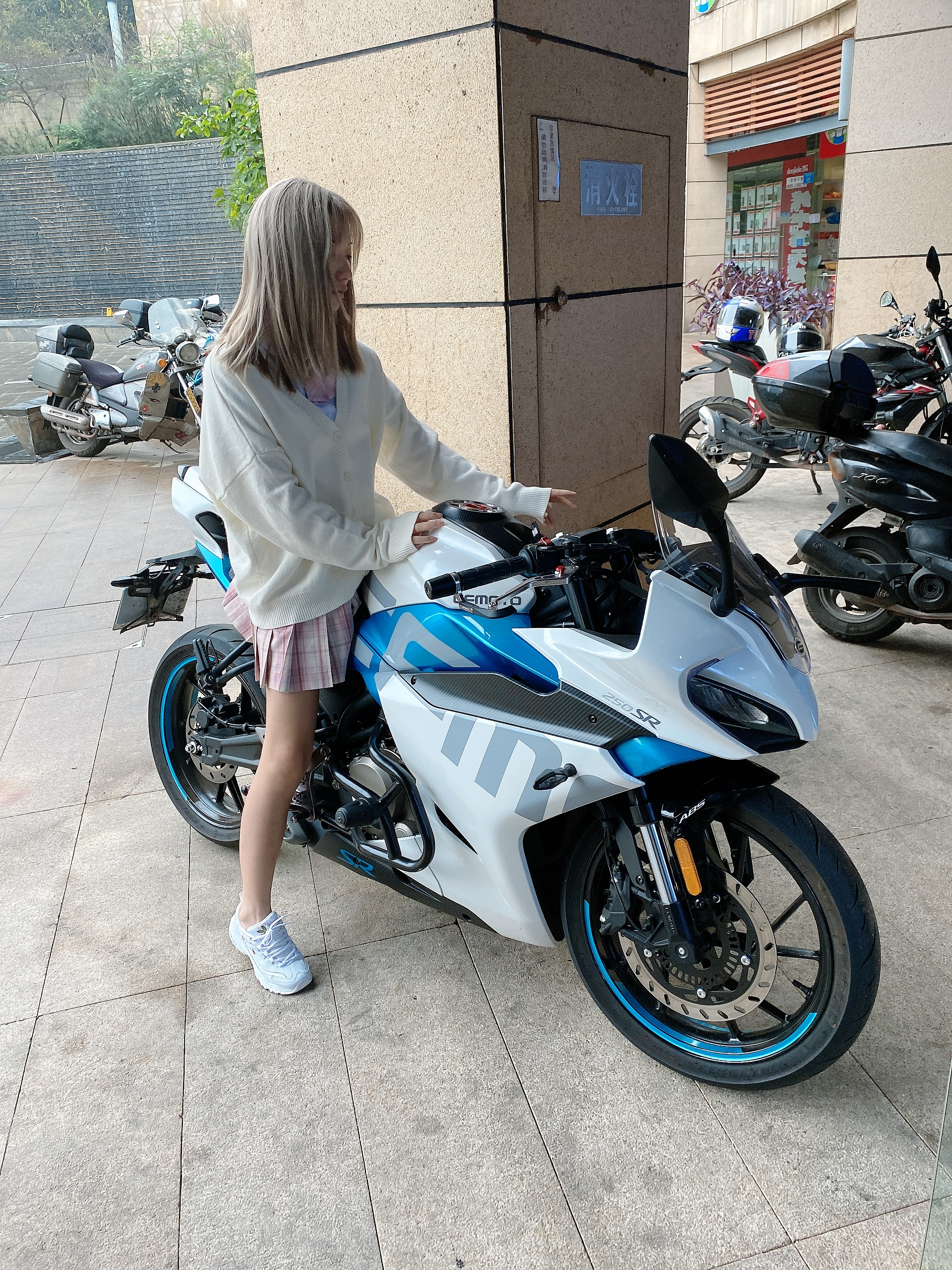
250SR

- 250SR (300SR in some countries and regions)
- 250SR-FUN
- 250 CL-X
- CF250J
- 300 CL-X
- 300SR (300SS in some countries and regions)
- 300NK
- 400NK
- CF400J-3
- 450 CL-C
- 450SR (450SS in some countries and regions)
- 450NK
- 450 MT (New)
- 650NK
- 400GT
- 500SR
- 650GT
- 650MT
- 650TR-G
- CF650G
- CF650J-2B
- CF650J-3B
- 675SR
- 700CL-X
- 700CL-X Sport
- 700CL-X Adventure
- 700 MT Touring
- IBEX 800 T
- IBEX 800 S
- 800MT Sport
- 800MT Touring
- 800MT Explore
- 800MT N39°
- 800NK
- CF800J-5A
- 1250TR-G
- CF1250J
- ZH5000DTJ-A
- CF10500DJ-B

### Quads/ATV
- CFORCE 110
- CFORCE 400
- CF400AZ-3L
- CFORCE 500
- CFORCE 600
- CFORCE 600 Touring
- CF600AU-3L
- CFORCE 800
- CFORCE 800 XC
- CFORCE 800 Touring
- CF800AU-2A
- CFORCE 1000 Overland
- CFORCE 1000 Touring
- CF1000AU

### UTV
- UFORCE 600
- UFORCE 1000
- UFORCE 1000 XL
- CF1000UU
- CF1000UU-2
- CF1000US-J

### SSV
- ZFORCE 800 Trail
- ZFORCE 950 Trail
- ZFORCE 950 Sport
- ZFORCE 950 Sport 4
- ZFORCE 950 H.O. Sport
- ZFORCE 950 H.O. EX